# Alarme incendie

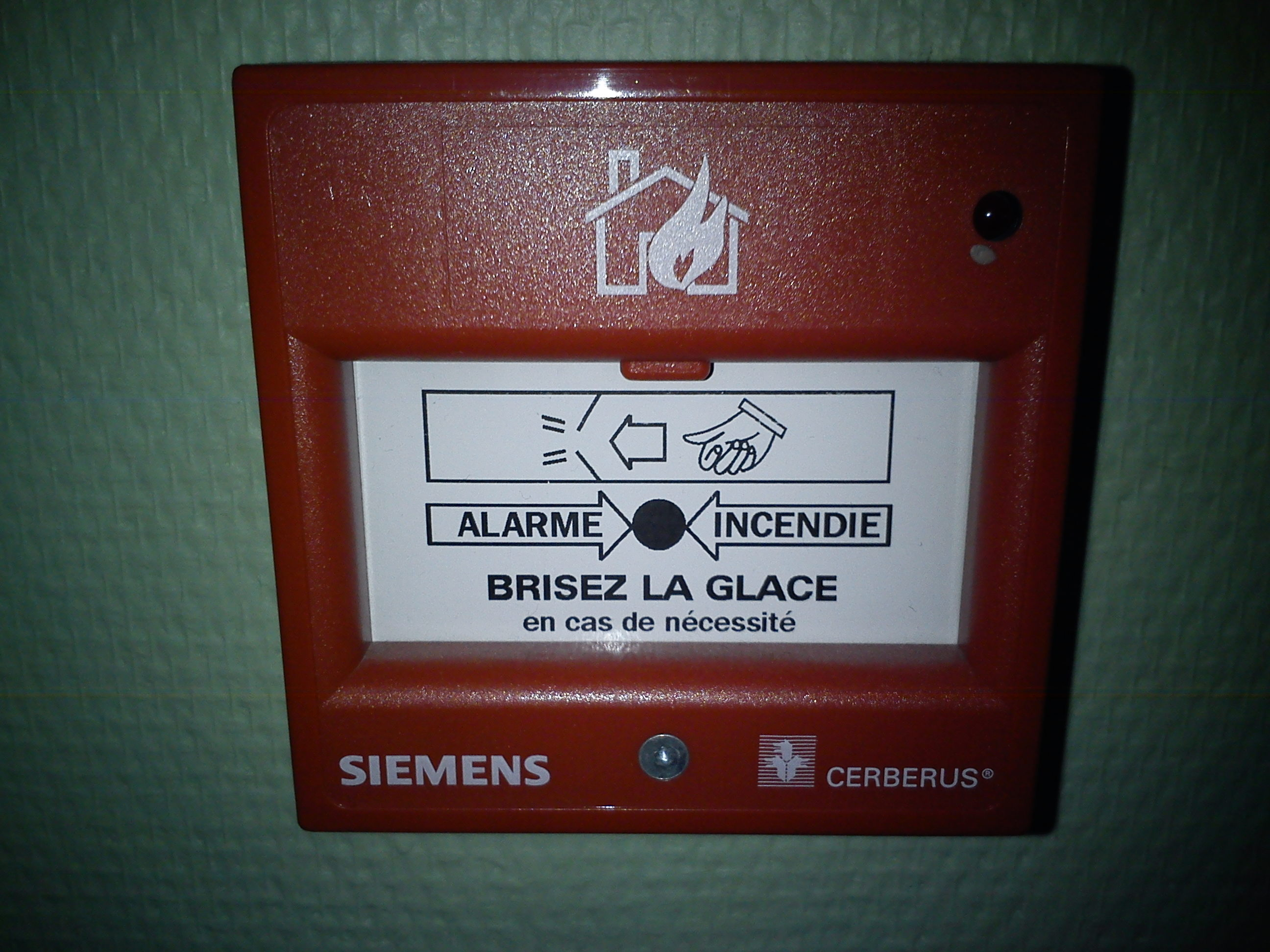
Boîtier d'alarme incendie Siemens en France

Ne doit pas être confondue avec un détecteur de fumée.
Un boîtier d'alarme incendie, aussi appelé boîtier à bris de glace ou DM (déclencheur manuel), alarme à feu au Canada francophone, est un boîtier électrique de couleur rouge permettant à tout usager de détecter un début d'incendie dans un bâtiment, de déclencher son évacuation, et de gérer la sécurisation des personnes se trouvant dans celui-ci. Techniquement, l'ensemble du dispositif est appelé « système de sécurité incendie » (ou SSI). En France, la réglementation a fait adapter les SSI selon les établissements dans lesquels ils sont installés avec la création de catégories. La catégorie de SSI détermine le type d'alarme installé allant du type 4 à 1 (plus le type 1 est approché, plus le dispositif est développé).
Un boîtier d'alarme incendie est facilement identifiable par le logo d'une maison en feu (le logo dépend du pays où l'on se trouve). Il est de couleur rouge, et est équipé soit d'une vitre brisable, soit d'un bouton déclencheur, et parfois également muni d'un voyant qui s'allume (ou d'une étiquette) si le boîtier a été activé. L'actionnement du boîtier (ou la détection de flammes ou de fumée par un système automatique de détection anti-incendie) envoie une information à la centrale de sécurité incendie, enclenche la fermeture des portes coupe-feu ainsi que des systèmes d'extinction automatiques et déclenche une forte sonnerie (parfois visuelle et/ou entrecoupée d'un message sonore selon les bâtiments) appelée alarme générale, qui ordonne la mise en sécurité et l'évacuation d'un bâtiment soit immédiatement, soit après une période de temporisation pour permettre une levée de doute par un service de sécurité (s'il existe), afin de vérifier si l'alerte est avérée ou fausse (uniquement si celle-ci est déclenchée depuis un boîtier d'alarme). Les boîtiers d'alarme incendie portent généralement les inscriptions Brisez la glace en cas de nécessité ou Appuyez ici en cas de nécessité, portées en noir sur un fond blanc ou inversement, ou sans aucune inscription textuelle (cela dépend du type de boîtier et du fabricant).
Dès que l'alarme retentit (ou sur ordre du service de sécurité s'il existe), les consignes de sécurité sont les suivantes :
- les lieux doivent être évacués dans le plus grand calme, en respectant les consignes des équipes chargées de la sécurité s'il y a lieu, ainsi que le balisage d'évacuation à fond vert et en se dirigeant vers la sortie (habituelle ou de secours) la plus proche jusqu'à un ou plusieurs points de rassemblement extérieurs définis, en aidant les personnes à mobilité réduite si besoin ;
- en cas de fumée, il faut se baisser près du sol tout en se protégeant la bouche et le nez avec des mouchoirs ou des linges mouillés afin de mieux respirer au sol malgré la toxicité des fumées. Dans le cas où la fumée ou les flammes rendent l'évacuation impossible, il faut se réfugier dans une pièce disposant d'une fenêtre en fermant la porte et en la mouillant, et signaler sa présence aux services de secours.

Durant une évacuation, pour éviter d'être piégé par les flammes ou les fumées, ou en cas de coupure électrique par les secours, il ne faut pas : 
- revenir en arrière sans autorisation du personnel sécuritaire ou des services de secours, même pour aller chercher des affaires ;
- prendre l'ascenseur ou le monte-charges, même ceux qui sont réservés pour les personnes à mobilité réduite (en fonction des bâtiments).

Ces consignes sont visibles sur les plans d'évacuation ainsi que sur les fiches de consignes de sécurité en cas d'urgence.

## Systèmes d'alarme et plan des sorties de secours en cas d'alarme
Il existe différents types de systèmes d'alarme suivant les lieux :
- les systèmes d'alarme type 4, pour les ERP (Établissement Recevant du Public) les moins importants, se composent d'une centrale autonome sur pile intégrant un diffuseur sonore et un déclencheur manuel (ou DM), ou d'une centrale pouvant gérer une à deux lignes de déclencheurs manuels et une ligne de DS (Diffuseur Sonore). L'alarme de type 4 peut également être un sifflet, une corne de brume ou tout autre dispositif simple prévenant les usagers d'un danger d'incendie ;
- les systèmes d'alarme type 3, se composent d'un ou plusieurs BAAS (Blocs Autonomes d'Alarme Sonore) reliés entre eux, et qui peuvent gérer chacun une boucle de déclencheurs manuels. Les BAAS comportent chacun un diffuseur sonore et une batterie pour pouvoir fonctionner en cas de coupure de l'alimentation « secteur ». Ils sont reliés entre eux de façon que lorsqu'un BAAS passe en position d'alarme, tous les autres se déclenchent également ;
- les systèmes d'alarme type 2 se différencient dans trois catégories :
- Systèmes d'alarme type 2a se composent d'un CMSI (Centralisateur de Mise en Sécurité Incendie) relié à plusieurs boucles de déclencheurs manuels, et à des DAS (Dispositifs Actionnés de Sécurité) et des DS et des BAAS.
- Systèmes d'alarme type 2b est équipé avec un BAAS type Pr : c'est un BAAS qui intègre un panneau de commande qui gère jusqu'à huit boucles de déclencheurs manuels, et parfois un contact auxiliaire pour un DAS. Un BAAS Pr ne peut être raccordé qu'à des BAAS et non des DS.
- Systèmes d'alarme type 2C est équipé avec un BAAS type Pr : c'est un BAAS qui intègre un panneau de commande qui gère jusqu'à huit boucles de déclencheurs manuels, et parfois un contact auxiliaire pour un DAS. Un BAAS Pr ne peut être raccordé qu'à des BAAS et non des DS ;

- les systèmes d'alarme type 1 se composent d'un SDI (Système de Détection d'Incendie) qui peut être relié à un CMSI. C'est le seul type d'équipement d'alarme qui peut comporter des détecteurs automatiques d'incendie (ou DAI). Le SDI peut se distinguer par des installations différentes :
- SDI conventionnel : les détecteurs d'incendie et déclencheurs manuels sont reliés par boucles à la centrale (Écran de Contrôle et de Signalisation ou ECS), donc en cas d'alarme la visualisation du lieu du sinistre s'effectue par zone. Ce type d'installation est adapté à des ERP de petite ou moyenne taille et moins onéreux qu'un SDI adressable.
- le SDI adressable : les détecteurs d'incendie et déclencheurs manuels sont reliés à l'ECS sur une seule boucle par un système numérique appelé « bus ». En cas d'alarme incendie, l'élément de détection peut-être localisé individuellement et avec précision sur un écran. Un SDI adressable est beaucoup plus onéreux qu'un SDI conventionnel, mais beaucoup plus adapté à un ERP de grande taille.

Pour les issues de secours comme pour les sorties normales, elles sont balisées par une signalisation d'évacuation à fond vert, facilement identifiables sur les plans de sécurité incendie.

## Normes EN 54 obligatoires européennes des systèmes de détection et d'alarme incendie
Les systèmes de détection et d´alarme incendie doivent obligatoirement être à la norme EN 54 pour tous les pays de l'Union européenne depuis le 1er juillet 2013. 
Le CEN (Comité européen de normalisation) a développé à partir de la norme Construction Product Directive (CPD) 89/106/EEC et serait proche de la norme Construction Product Regulation (CPR) EU305/2011. Au sein du CPD est le Comité technique TC72 Système de Détection et d´Alarme Incendie Européen, lequel a développé les normes de la famille EN 54,,,,,,.

## Équipements
Tous les équipements d'alarme doivent être certifiés, homologués et répondre à des normes spécifiques de l'AFNOR. Les ECS et les CMSI doivent être estampillés. De nombreux fabricants sont trouvés sur le marché français, mais leurs noms changent régulièrement. Ceux-ci incluent notamment DEF, Chubb Sécurité (anciennement ATSE, Proteg et Sicli sous le groupe UTC), Siemens (anciennement Algo Rex et Cerberus-Guinard), Honeywell-Esser (anciennement Universal DET et Novar), Neutronic, Schneider Electric (Anciennement Merlin-Gérin et Télémecanique), URA (Groupe Legrand) (anciennement Saft-Ura), Legrand, Aviss Sécurité, Eaton (anciennement Cooper-Nugelec Et Luminox), Finsécur (anciennement Orwin) et Anelec (anciennement Dataguard).